# Резеда господина кюре
«Резеда господина кюре» (фр. Le Réséda du curé) — новелла французского писателя Анатоля Франса, опубликованная в 1889 году в составе сборника «Валтасар».
Небольшая новелла, посвящённая Жюлю Леметру, рассказывает о сельском священнике, «святой жизни человеке», жившем в Бокаже в современную автору эпоху. Он отказался от всех мирских соблазнов и даже не позволял себе выращивать цветы, сделав единственное исключение — для нескольких кустов резеды. В итоге это растение заполонило весь сад, а кюре, наслаждаясь его запахом, «стал охладевать к небесному аромату и благоуханию непорочности девы Марии». Благочестие священника спасла курица, так раскопавшая землю, что вся резеда погибла. Рассказчик, по его словам, думает, что облик курицы принял ангел.
Исследователи видят в новелле открытое издевательство над религией, с которым соседствуют полусочувственное отношение к главному герою и вполне реалистическая зарисовка природы и быта современной автору Франции.